# Angels in the Outfield (1951)
Angels in the Outfield é um filme de comédia de 1951, estrelado por Paul Douglas e Janet Leigh, dirigido por Clarence Brown e distribuído pela Metro-Goldwyn-Mayer. A cinematografia foi de Paul Vogel e a música original foi composta por Daniele Amfitheatrof.

## Elenco
- Paul Douglas como Aloysius X. 'Guffy' McGovern[1]
- Janet Leigh como Jennifer Paige[1]
- Keenan Wynn como Fred Bayles[1]
- Donna Corcoran como Bridget White[1]
- Lewis Stone como Arnold P. Hapgood[1]
- Bruce Bennett como Saul Hellman[1]